# 1966년
1966년은 토요일로 시작하는 평년이다.

## 사건
- 1월 29일 - 뉴질랜드 오클랜드 공항 개항.
- 2월 11일 - 아관파천 70주년.
- 2월 28일 - 대한민국 수산청 발족.
- 3월 3일 - 대한민국 국세청 설립.
- 5월 10일 - 한국독립당 내란음모사건으로 구속된 김두한 등 재판에서 무죄선고.
- 5월 26일 - 가이아나 독립.
- 7월 11일 - 1966년 FIFA 월드컵이 영국에서 개막.
- 7월 17일 - 일본 TBS 텔레비전 방송국에서 울트라맨이 방영 시작.
- 8월 1일 - 텍사스 대학교 오스틴에서 텍사스 총기 난사사건이 일어남.
- 8월 3일 - 대한민국 산림청 발족.
- 8월 8일 - 해병대 공군비행학교 습격사건. 해병대 장교 128명이 공군비행학교를 습격했다가 격퇴당하다.
- 8월 11일 - 이인호 대위 전사. 베트남에 참전중인 청룡부대 제3대대 정보장교 이인호(35) 대위가 투이호아 남쪽에서 동굴 수색중 베트콩이 던진 수류탄을 몸으로 덮쳐 소대원들을 구하고 전사.
- 8월 12일 - 조선민주주의인민공화국, 로동신문 사설 통해 중·소 노선 탈피하는 자주노선 추구 선언.
- 8월 15일 - 베트남 냐짱에 주월 한국군 야전사령부 설치.
- 8월 16일 - 제네바 협약, 대한민국 내에서 발효.
- 8월 18일 - 중국, 마오쩌둥 지도하의 홍위병 100만 명 텐안먼 광장서 대규모 문화혁명.
- 8월 22일 - 아시아개발은행(ADB) 발족.
- 9월 8일 - 대한민국과 일본 국교 정상화 이후 첫 양국회담인 한일각료회의 서울서 개최.
- 9월 15일 - 한국비료 사카린 밀수 사건 정치문제화.
- 9월 20일 - 가이아나, 레소토, 유엔 가입.
- 9월 22일 - 정기국회 때 국회의원 김두한이 사카린 밀수사건에 대한 항의로 정일권 국무총리 이하 국무위원들에게 오물을 투척한 이른바 국회 오물투척사건이 터짐.
- 9월 22일 - 베트남 전쟁: 백마부대 지휘부 베트남 닌호아 도착.
- 9월 27일 - 세계은행이 이달에 발행한 각국의 인구 및 1인당 국민소득에 관한 책자에서 한국은 인구 2,763만 명에 1 인당 평균소득이 120 달러라고 발표.
- 9월 27일 - 선린상고가 동아일보사 주최 제20회 전국지구별 초청 고교야구 쟁패전 최종 결승전에서 부산고를 4-0으로 물리치고 황금사자기를 쟁취.
- 9월 30일 - 대한민국, 서울 광화문 지하도 개통.
- 9월 30일 – 보츠와나 공화국(당시 베추아날란드 보호국)이 영국에게서 독립하다.
- 10월 2일 - 대한민국 간호사 251명, 서독에 처음으로 파견.
- 10월 3일 - 명동 지하도 개통.
- 10월 4일 - 레소토, 영국으로부터 독립하다.
- 10월 14일 - 세계 최초의 인쇄물 무구정광대다라니경발견.
- 10월 15일 - 미국의 린든 B. 존슨 대통령이 미국 교통부 설립을 승인하다.
- 10월 17일 - 보츠와나, 유엔 가입.
- 10월 21일 - 에버판 사건 발생.
- 11월 30일 - 바베이도스 독립.
- 12월 9일 - 바베이도스, 유엔 가입.

## 문화
- 5월 19일 - 민음사 설립.
- 8월 15일 - 동양방송, 서울FM을 동양FM으로 변경.
- 8월 16일 - 대한민국 1,5,10원동전이 최초 발행

## 탄생

### 1월
- 1월 1일
  - 독일의 작가, 수필가 히토 슈타이얼.
  - 세르비아의 정치인, 제95대 총리 이비차 다치치.
  - 크로아티아의 기업가, 정치인, 제11대 총리 티호미르 오레슈코비치.
  - 대한민국의 배우 이원종.
  - 대한민국의 영화 감독 김응수.
- 1월 3일
  - 대한민국의 방송인 이금희.
  - 대한민국의 희극인 김용.
- 1월 5일
  - 대한민국의 소설가 유철균.
  - 일본의 성우 아마노 유리.
- 1월 6일 - 대한민국의 성우 박경찬.
- 1월 8일 - 대한민국의 공무원 정인식.
- 1월 10일 - 미국의 권투 선수 케네디 매키니.
- 1월 13일
  - 잉글랜드의 배우 사이먼 셸턴. (~2018년)
  - 대한민국의 기업인 김민영.
- 1월 14일 - 대한민국의 전 야구 선수, 현 야구 코치 김응국.
- 1월 15일 - 대한민국의 공무원 문승욱.
- 1월 17일
  - 대한민국의 전 축구 선수, 현 축구 행정가 김주성.
  - 캐나다의 종합격투기 선수 게리 굿리지.
- 1월 18일 - 대한민국의 가수 신효범.
- 1월 20일
  - 미국의 배우 레인 윌슨.
  - 미국의 음악가 트레이시 건즈.
- 1월 21일 - 일본의 성우 카와즈 야스히코.
- 1월 23일 - 대한민국의 가수 강인봉.
- 1월 24일
  - 대한민국의 배우 명로진.
  - 프랑스의 배우 카랭 비아르.
- 1월 25일 - 대한민국의 지방의원 육미선. (~2024년)
- 1월 27일
  - 대한민국의 대법관 김상환.
  - 일본의 일러스트레이터 겸 게임 개발자, 만화가 스기모리 켄.
- 1월 28일
  - 대한민국의 경찰공무원 이대우.
  - 대한민국의 배우 황준욱.
  - 대한민국의 정치인 우병우.
- 1월 29일 - 브라질의 축구 선수 호마리우.

### 2월
- 2월 1일
  - 대한민국의 가수 김종환.
  - 미국의 영화 배우 버스터 키튼.
  - 대한민국의 배우 선우일란.
  - 미국의 축구 선수 미셸 에이커스.
- 2월 2일
  - 미국의 성우 D. C. 더글러스.
  - 도네츠크 인민공화국의 정치인 알렉산드르 아난첸코.
  - 대한민국의 전 축구 선수 이우형.
- 2월 3일 - 대한민국의 배우 이응경.
- 2월 4일 - 일본의 배우, 전 가수 코이즈미 쿄코.
- 2월 6일
  - 영국의 가수 릭 애스틀리.
  - 대한민국의 배우 전진기.
- 2월 7일
  - 대한민국의 정치인 이정미.
  - 동독의 수영 선수 크리스틴 오토.
- 2월 8일 - 불가리아의 전 축구 선수, 현 축구 감독 흐리스토 스토이치코프.
- 2월 9일 - 일본의 일러스트레이터, 애니메이션 제작자 우루시하라 사토시.
- 2월 10일
  - 대한민국의 방송인, 희극인 지석진.
  - 대한민국의 희극인 이경실.
  - 한국계 캐나다의 무술가 토미 장.
- 2월 11일 - 일본의 바둑 기사 요다 노리모토.
- 2월 13일 - 미국의 배우 닐 맥도너.
- 2월 14일 - 대한민국의 배우 도지원.
- 2월 15일 - 대한민국의 배우 차광수.
- 2월 16일 - 대한민국의 전 야구 선수, 야구 감독 송진우.
- 2월 17일
  - 대한민국의 행정 출신 정치인 조승환.
  - 대한민국의 배우 이재은.
- 2월 18일
  - 대한민국의 KBS 비즈니스 사장 박승규.
  - 대한민국의 경찰 이대우.
- 2월 19일 - 벨기에의 전 축구 선수 엔조 시포.
- 2월 20일 - 미국의 모델, 배우 신디 크로퍼드.
- 2월 22일 - 이탈리아의 전 축구 선수 루카 마르케자니.
- 2월 24일 - 미국의 배우 빌리 제인.
- 2월 25일
  - 미국의 배우 테아 레오니.
  - 대한민국의 전 배구 선수 김경희.
- 2월 26일 - 대한민국의 건축가 이송현
- 2월 28일
  - 영국의 문학 작가 필립 리브.
  - 포르투갈의 축구 선수 파울루 푸트르.

### 3월
- 3월 1일 - 미국의 영화감독 잭 스나이더.
- 3월 3일
  - 러시아의 정치인 미하일 미슈스틴.
  - 대한민국의 무용가 김희정.
- 3월 4일 - 대한민국의 배우 김예령.
- 3월 5일
  - 대한민국의 배우 강문영.
  - 대한민국의 정치인 이연희.
- 3월 6일
  - 대한민국의 가수, 배우 이현우.
  - 대한민국의 정치인 김기식.
- 3월 7일
  - 대한민국의 배우 최준용.
  - 대한민국의 시사평론가, 대학 교수 최영일. (~2024년)
  - 대한민국의 정치인 오태완.
  - 대한민국의 법조 출신 정치인 이춘석.
- 3월 9일 - 대한민국의 배우 차건우.
- 3월 11일
  - 대한민국의 배우 김강일.
  - 대한민국의 정치인 강영석.
- 3월 13일 - 대한민국의 탐험가 겸 수필가 홍성택.
- 3월 15일 - 대한민국의 전 야구 선수 김보선.
- 3월 18일 - 대한민국의 배우 이경아.
- 3월 20일 - 대한민국의 축구 선수 강한상.
- 3월 21일 - 대한민국의 작가 노희경.
- 3월 22일 - 대한민국의 배우 박중훈.
- 3월 25일
  - 대한민국의 정치인 이병도.
  - 대한민국의 정치인 김윤식.
  - 일본의 성우 요시다 사유리.
- 3월 26일 - 대한민국의 전 기초의원 박소정.
- 3월 27일 - 대한민국의 배우 정은표.
- 3월 28일 - 대한민국의 기업인 강성일.
- 3월 29일 - 불가리아의 전 축구 선수, 현 축구 감독 크라시미르 발라코프.
- 3월 31일 - 대한민국의 배우 서태화.

### 4월
- 4월 1일 - 대한민국의 기업인 박효진.
- 4월 2일
  - 대한민국의 정치인 변광용.
  - 영국의 전 축구 선수 테디 셰링엄.
- 4월 3일 - 일본의 배우, 성우 토미나가 미나.
- 4월 4일 - 대한민국의 배우, 대학 교수 허윤정.
- 4월 6일
  - 대한민국의 전 야구 선수, 현 야구 코치 이종운.
  - 대한민국의 영화감독 강영만.
- 4월 7일
  - 대한민국의 정치인 김부영. (~2023년)
  - 이탈리아의 펜싱 선수 마르게리타 찰라피.
- 4월 8일
  - 대한민국의 정치인 최현덕.
  - 미국의 영화배우 로빈 라이트.
- 4월 9일
  - 대한민국의 정치인 장준용.
  - 미국의 배우 신시아 닉슨.
- 4월 11일
  - 대한민국의 가수 신승훈.
  - 대한민국의 정치인 이동환.
  - 일본의 성우 이치조 카즈야.
- 4월 12일 - 대한민국의 공무원 이종호.
- 4월 13일 - 대한민국의 배우 이중열.
- 4월 14일 - 미국의 야구 선수 그레그 매덕스.
- 4월 15일 - 중국의 반체제 인사 차이링.
- 4월 16일 - 싱가포르의 축구 심판 샴술 마이딘.
- 4월 17일 - 대한민국의 아나운서 이재용.
- 4월 19일
  - 프랑스의 소프라노 가수 베로니크 장.
  - 대한민국의 가수 박남정.
- 4월 20일 - 대한민국의 배구 선수 황현주. (~2014년)
- 4월 22일 - 미국의 배우 제프리 딘 모건.
- 4월 24일 - 대한민국의 정치인 임종석.
- 4월 25일
  - 대한민국의 전 축구 선수, 현 축구 감독 최영일.
  - 대한민국의 바둑 기사 유창혁.
  - 대한민국의 기업인 이장석.
- 4월 26일 - 일본의 성우 하시모토 사토시.
- 4월 27일
  - 미국의 영화감독 맷 리브스.
  - 일본의 만화가 토가시 요시히로.
- 4월 28일 - 이란의 왕족 알리 레자 팔라비. (~2011년)
- 4월 29일 - 대한민국의 기업인 이석주
- 4월 30일 - 대한민국의 양궁 선수 이한섭.

### 5월
- 5월 1일 - 미국의 영화 감독 및 안무가 앤 플레처.
- 5월 2일
  - 대한민국의 정치인 정명희.
  - 대한민국의 정치인 이정린.
- 5월 3일
  - 대한민국의 배우 권용운.
  - 대한민국의 정치인, 프로파일러 표창원.
  - 대한민국의 경찰행정학과, 방송인 권일용.
- 5월 4일 - 대한민국의 정치인 정문헌.
- 5월 8일 - 대한민국의 방송작가 김성.
- 5월 9일 - 대한민국의 전 광역의원 이상열.
- 5월 12일 - 미국 태생 브라질의 가수 베베우 지우베르투.
- 5월 16일
  - 대한민국의 변호사 겸 기업인 김기수.
  - 미국의 가수 재닛 잭슨.
- 5월 17일
  - 대한민국의 정치인 홍석준.
  - 이라크의 정치인 쿠사이 후세인.
- 5월 19일 - 대한민국의 가수 이은미.
- 5월 20일 - 대한민국의 축구 선수, 축구 코치 이수철. (~2011년)
- 5월 23일
  - 칠레의 전 축구 선수, 현 축구 감독 호세 레텔리에르.
  - 대한민국의 영화감독 곽경택.
- 5월 24일
  - 대한민국의 야구 선수 이강철.
  - 프랑스의 축구 선수 에리크 캉토나.
- 5월 25일
  - 독일의 영화배우 타탸나 파티츠. (~2023년)
  - 대만의 배우 이정.
- 5월 26일 - 영국의 배우 헬레나 보넘 카터.
- 5월 30일 - 독일의 축구 선수 토마스 헤슬러.
- 5월 31일 - 대한민국의 배우 박철민.

### 6월
- 6월 4일
  - 러시아의 수학자 블라디미르 보예보츠키.
  - 이탈리아의 메조소프라노 가수 체칠리아 바르톨리.
- 6월 6일 - 대한민국의 패션 디자이너, 방송인 우종완. (~2012년)
- 6월 7일
  - 미국의 영화 감독 톰 매카시.
  - 대만의 싱어송라이터 장위성. (~1997년)
- 6월 8일 - 미국의 배우 줄리아나 마걸리스.
- 6월 11일 - 대한민국의 전 패션 모델, 미스 코리아 대구 진(眞) 출신 권민경.
- 6월 12일 - 프랑스의 배우, 모델 에마뉘엘 세니에르.
- 6월 13일 - 러시아의 수학자 그리고리 페렐만.
- 6월 14일 - 대한민국의 희극인 오성우. (~2013년)
- 6월 15일 - 대한민국의 공무원 이대형.
- 6월 16일 - 체코의 창 던지기 선수 얀 젤레즈니.
- 6월 17일 - 대한민국의 배우 라재웅.
- 6월 20일 - 대한민국의 배우 전수환. (~2023년)
- 6월 21일 - 대한민국의 핸드볼 선수 김춘례.
- 6월 23일
  - 대한민국의 가수 이정현.
  - 대한민국의 법조인 박준선.
  - 대한민국의 정치인 임미애.
- 6월 24일 - 이탈리아의 전 축구 선수 밀레나 베르톨리니.
- 6월 25일
  - 대한민국의 성우 성완경.
  - 미국의 농구 선수 디켐베 무톰보. (~2024년)
- 6월 26일
  - 프랑스의 배우 대니 분.
  - 노르웨이의 축구 심판 톰 헨닝 외브레뵈.
  - 대한민국의 성우 김혜미.
  - 일본의 성우 미나구치 유코.
- 6월 27일
  - 대한민국의 배우 김보성.
  - 대한민국의 전 축구 선수, 현 축구 코치 고정운.
  - 대한민국의 가수 이정현.
  - 미국의 영화감독, 프로듀서 J. J. 에이브럼스.
- 6월 28일
  - 대한민국의 방송인, 정치인 김연주.
  - 미국의 배우 및 영화감독 메리 스튜어트 매스터슨.
  - 미국의 배우 존 큐색.
- 6월 29일 - 대한민국의 기업인 이호철.
- 6월 30일 - 미국의 권투 선수 마이크 타이슨.

### 7월
- 7월 1일 - 벨기에의 축구 심판 프랑크 더 블레이케러.
- 7월 2일
  - 대한민국의 영어 강사, 방송인 이근철.
  - 대한민국의 가수 이범학.
- 7월 3일 - 대한민국의 정치인 김성하.
- 7월 5일 - 이탈리아의 전 축구 선수 잔프랑코 졸라.
- 7월 6일 - 대한민국의 의원 신혜영.
- 7월 8일 - 대한민국의 배우 이태원.
- 7월 10일 - 대한민국의 시사평론가 겸 기업가 양문석.
- 7월 11일 - 일본의 만화가 미우라 켄타로. (~2021년)
- 7월 12일
  - 일본의 음악가 타이지.
  - 대한민국의 전 야구 선수 이강철.
  - 일본의 음악가, 베이시스트 사와다 타이지. (~2011년)
- 7월 14일 - 대한민국의 검사, 변호사, 정치인 김경진.
- 7월 15일 - 프랑스의 배우 이렌 자코브.
- 7월 16일
  - 대한민국의 배드민턴 선수 황혜영.
  - 대한민국의 작곡가 달파란.
- 7월 17일 - 대한민국의 가수 박준하. (본명 박태호)
- 7월 18일 - 대한민국의 정치인 강성종.
- 7월 20일
  - 대한민국의 아나운서 태의경.
  - 멕시코의 정치인 엔리케 페냐 니에토.
- 7월 22일 - 대한민국의 변호사, 정치인 조윤선.
- 7월 23일 - 대한민국의 연출가 유성균.
- 7월 25일
  - 일본의 성우 타카기 와타루.
  - 일본의 전 축구 선수 야마구치 사유리.
- 7월 27일
  - 대한민국의 성우 최덕희.
  - 대한민국의 정치인 강성국.
- 7월 28일
  - 스페인의 전 축구 선수 미겔 앙헬 나달.
  - 일본의 가수 스가 시카오.
  - 대한민국의 성우 변종필.
- 7월 29일
  - 대한민국의 야구 코치, 전 야구 선수 이명수.
  - 일본의 정치인 노노무라 류타로.
- 7월 30일
  - 대한민국의 가수 변진섭.
  - 미국의 야구 선수 마이클 앤더슨.
- 7월 31일 - 불가리아의 레슬링 선수 이반 초노프.

### 8월
- 8월 2일
  - 대한민국의 화가 공윤성.
  - 미국의 야구 선수 팀 웨이크필드. (~2023년)
- 8월 3일 - 대한민국의 언론인 출신 야구 해설가 송재우.
- 8월 5일 - 미국의 영화 감독 제임스 건.
- 8월 6일 - 형제인 랜드 밀러와 함께 사이언 월드(초기 사이언)의 공동 창립자 로빈 밀러.
- 8월 7일 - 미국의 인터넷 사업가 지미 웨일스.
- 8월 8일
  - 대한민국의 배우 조성하.
  - 일본의 만화가 키토 모히로.
- 8월 10일 - 대한민국의 탁구 선수 박지현.
- 8월 11일
  - 대한민국의 학생운동가 김귀정.
  - 대한민국의 배우, 성범죄자, 전 대학 교수 김태훈.
- 8월 14일 - 미국의 배우 핼리 베리.
- 8월 15일
  - 대한민국의 기업인 방정식.
  - 대한민국의 소설가, 작가 정유정.
  - 대한민국의 핸드볼 선수 이기순.
- 8월 16일 - 대한민국의 정치인 이기우.
- 8월 18일 - 대한민국의 배우 강수연. (~2022년)
- 8월 19일 - 미국의 아나운서 겸 가수 릴리안 가르시아.
- 8월 20일 - 미국의 작곡가 겸 기타리스트 다임백 대럴.
- 8월 21일 - 미국의 야구 선수 존 웨틀랜드.
- 8월 24일 - 대한민국의 배우 안길강.
- 8월 25일
  - 대한민국의 작가 손영목.
  - 잉글랜드의 배우 트레이시앤 오버먼.
- 8월 27일
  - 콜롬비아의 전 축구 선수, 현 축구 코치 레네 이기타.
  - 대한민국의 배우 전수경.
- 8월 28일
  - 대한민국의 배우 전노민.
  - 스페인의 축구 감독 훌렌 로페테기.
  - 일본의 가수 타카하시 요코.
- 8월 29일 - 대한민국의 학생운동가 이한열. (~1987년)
- 8월 30일
  - 대한민국의 가수 황규영.
  - 미국의 배우 마이클 미셸.

### 9월
- 9월 1일
  - 대한민국의 산악인 한왕용.
  - 미국의 게임 디자이너 켄 러빈.
- 9월 2일
  - 멕시코의 배우 살마 아예크.
  - 일본의 가수 하야미 유.
- 9월 4일
  - 대한민국의 기업인, 요리연구가 백종원.
  - 대한민국의 성우 한택심.
- 9월 5일 - 대한민국의 역사학자 정재상.
- 9월 6일 - 대한민국의 아나운서 이성민. (~2023년)
- 9월 7일 - 대한민국의 경제기관단체인 박동민.
- 9월 8일 - 대한민국의 배우 이창훈.
- 9월 9일 - 미국의 배우 아담 샌들러.
- 9월 10일
  - 대한민국의 가수 양원식.
  - 대한민국의 전직 축구 선수 안성일.
  - 일본의 가수, 배우 사이토 유키.
- 9월 11일 - 대한민국의 배우 유오성.
- 9월 12일
  - 대한민국의 배우 정인기.
  - 대한민국의 대통령 배우자 김혜경.
- 9월 13일 - 미국의 정치인 조시 스타인.
- 9월 14일 - 대한민국의 배우 前 리포터 최호진.
- 9월 15일 - 몬테네그로의 축구 선수 데얀 사비체비치.
- 9월 16일
  - 대한민국의 성우 정승욱.
  - 미국의 정치인 존 벨 에드워즈.
- 9월 17일 - 대한민국의 소설가, 작가 정지우.
- 9월 18일 - 대한민국의 정치인 김오진.
- 9월 20일 - 미국의 기타리스트, 베이시스트, 키보디스트, 작곡가, 보컬 누노 베텐코트.
- 9월 21일 - 우크라이나의 기업인 리나트 아흐메토프.
- 9월 22일 - 대한민국의 배우 김유석.
- 9월 23일 - 대한민국의 전 배우 이주경.
- 9월 24일 - 대한민국의 전직 군인, 정치인 강선영.
- 9월 26일
  - 대한민국의 배우 신정근.
  - 대한민국의 정치인 박정하.
- 9월 27일
  - 대한민국의 작곡가 김형석.
  - 대한민국의 전 배우, 사업가 조용원.
  - 대한민국의 정치인 김성수.
  - 이탈리아의 래퍼 조바노티.
- 9월 29일
  - 대한민국의 음악 프로듀서 Groovie K.
  - 알바니아의 제6대 대통령 부야르 니샤니. (~2022년)
- 9월 30일 - 대한민국의 배우 양재원.

### 10월
- 10월 1일
  - 이탈리아의 배우 스테파노 디오니시
  - 라이베리아의 전 축구 선수 조지 웨아.
  - 대한민국의 전 야구 선수, 현 야구 코치 신동수.
  - 대한민국의 아나운서 정혜정.
- 10월 2일
  - 대한민국의 배우 박지수.
  - 콩고 민주공화국의 정치가 겸 행정관료 출신 대한민국 망명객 및 전직 서강대학교 초빙교수 욤비 토나.
- 10월 6일 - 아일랜드의 전 축구 선수, 현 기업인 나이얼 퀸.
- 10월 7일 - 영국의 배우 토비 존스.
- 10월 9일
  - 영국의 정치인, 총리 데이비드 캐머런.
  - 대한민국의 전 야구 선수 하득인.
- 10월 10일
  - 대한민국의 외교관, 정치인, 국회의원 김건.
  - 미국의 노벨, 울프화학상, 화학생물학자 캐럴린 R. 버토지.
  - 잉글랜드의 전 축구 선수 토니 애덤스.
- 10월 11일 - 대한민국의 배우 김명수.
- 10월 14일 - 대한민국의 성우 이혜영.
- 10월 15일
  - 멕시코의 전 축구 선수 호르헤 캄포스.
  - 대한민국의 정치인 최인호.
- 10월 17일 - 영국의 영화 배우, 작가 마크 게이티스.
- 10월 18일 - 대한민국의 희극인 김수용.
- 10월 19일
  - 미국의 배우이자 영화 감독 존 패브로.
  - 대한민국의 전 야구 선수, 야구 심판 김풍기.
  - 대한민국의 가수 홍종명. (~2012년)
- 10월 20일 - 대한민국의 배우 이새벽.
- 10월 22일
  - 대한민국의 정치인 황명선.
  - 이탈리아의 배우 발레리아 골리노.
  - 대한민국의 성우 김일. (~2018년)
  - 대한민국의 민주운동가 박선영. (~1987년)
- 10월 24일
  - 대한민국의 배우 엄효섭.
  - 대한민국의 연출가 이근행.
  - 러시아의 기업인 로만 아브라모비치.
- 10월 27일 - 헝가리의 펜싱 선수 쾨베시 처버.

### 11월
- 11월 1일 - 잠비아의 권투 선수 키스 음윌라. (~1993년)
- 11월 2일
  - 미국의 배우 데이비드 슈위머
  - 대한민국의 가수, 성우 방대식.
  - 대한민국의 성우 김정주. (~2006년)
- 11월 4일 - 대한민국의 전 국회의원 장은영.
- 11월 5일 - 일본의 기타리스트 미치야 하루하타.
- 11월 6일
  - 프랑스의 수학자 로랑 라포르그.
  - 덴마크의 배우 소피 스토우고르.
- 11월 8일 - 스코틀랜드의 요리사, 방송인 고든 램지.
- 11월 9일 - 대한민국의 정치인 여명숙.
- 11월 10일
  - 대한민국의 정치인 박완주.
  - 폴란드의 레슬링 선수 안제이 그웡프.
- 11월 11일 - 일본의 만화가 쿠보노우치 에이사쿠.
- 11월 12일 - 대한민국의 배우 김중기.
- 11월 15일 - 오스트레일리아의 소설가 리안 모리아티.
- 11월 17일
  - 미국의 가수 제프 버클리.
  - 프랑스의 배우 소피 마르소.
- 11월 19일 - 미국의 배우, 무술가 제이슨 스콧 리.
- 11월 22일
  - 스페인의 가수 데이비드 라임.
  - 영국의 배우 니컬러스 로.
- 11월 23일
  - 프랑스의 배우 뱅상 카셀.
  - 대한민국의 작가 김영현.
- 11월 25일 - 대한민국의 법조인, 정치인 오기형.
- 11월 26일 - 일본의 라쿠고카 산유테 다카스케. (~2021년)
- 11월 28일 - 대한민국의 법무사 김명호.
- 11월 30일 - 대한민국의 가수 김신우.

### 12월
- 12월 3일 - 대한민국의 성우 김일. (~2018년)
- 12월 5일 - 대한민국의 가수 이승철.
- 12월 6일
  - 대한민국의 배우 서이숙.
  - 홍콩의 배우 저우하이메이. (~2023년)
- 12월 7일
  - 일본의 배우 이토 카즈에.
  - 미국의 배우 C. 토머스 하월.
- 12월 8일 - 아일랜드의 싱어송라이터 시네이드 오코너. (~2023년)
- 12월 9일 - 미국의 정치인 키어스틴 질리브랜드.
- 12월 11일 - 홍콩의 배우, 가수 리밍.
- 12월 12일 - 대한민국의 배우 임종윤.
- 12월 13일 - 대한민국의 공무원, 경상남도지사 박성호.
- 12월 14일
  - 대한민국의 무술감독, 배우 정두홍.
  - 대한민국의 야구 선수 김상우.
- 12월 17일 - 미국의 컨트리 가수 트레이시 버드.
- 12월 20일
  - 대한민국의 전 농구 선수 강동희.
  - 대한민국의 영화 감독 변영주.
  - 스웨덴의 권투 선수 조지 스콧.
  - 일본의 성우 토우마 유미.
- 12월 21일
  - 대한민국의 법조인, 정치인 이건태.
  - 잉글랜드 태생의 캐나다 배우 키퍼 서덜랜드.
- 12월 23일
  - 대한민국의 배우 안여진.
  - 쿠바의 펜싱 선수 오스카르 가르시아.
- 12월 24일 - 대한민국의 배우 이문식.
- 12월 27일 - 미국의 프로레슬링 선수 빌 골드버그.
- 12월 29일 - 프랑스의 권투 선수 로랑 부두아니.
- 12월 30일 - 대한민국의 가수 왕소연.
- 12월 31일
  - 대한민국의 가수 루카.
  - 몬테네그로의 축구 선수 사샤 페트로비치.

### 미상
- 대한민국의 외교관, 정치인 김도현.
- 대한민국의 사회기관단체인 김동주. (~2013년)
- 대한민국의 군인 김태성.
- 대한민국의 언론인 김종배.
- 대한민국의 연극 감독 김종석.
- 대한민국의 경기도의원 김종석.
- 대한민국의 로봇공학자 김홍중.
- 대한민국의 배우 진송아.
- 대한민국의 법조인 안상훈. (~2023년)
- 대한민국의 별정직공무원 이재만.
- 대한민국의 기업인, 준정부기관인, 공무원 차성수.
- 대한민국의 수화 통역사 조성현.
- 독일의 영화 제작자, 감독, 편집자, 교수 조성형.
- 미국의 SF 소설가 앤 레키.
- 대한민국의 인천광역시의원 김대중.
- 대한민국의 서울특별시의원 김동욱.
- 일본의 수영 선수 사토 히로시.
- 대한민국의 배우 이영호.
- 대한민국의 언론인 조정훈.
- 미국의 축구 선수 숀 리.

## 사망

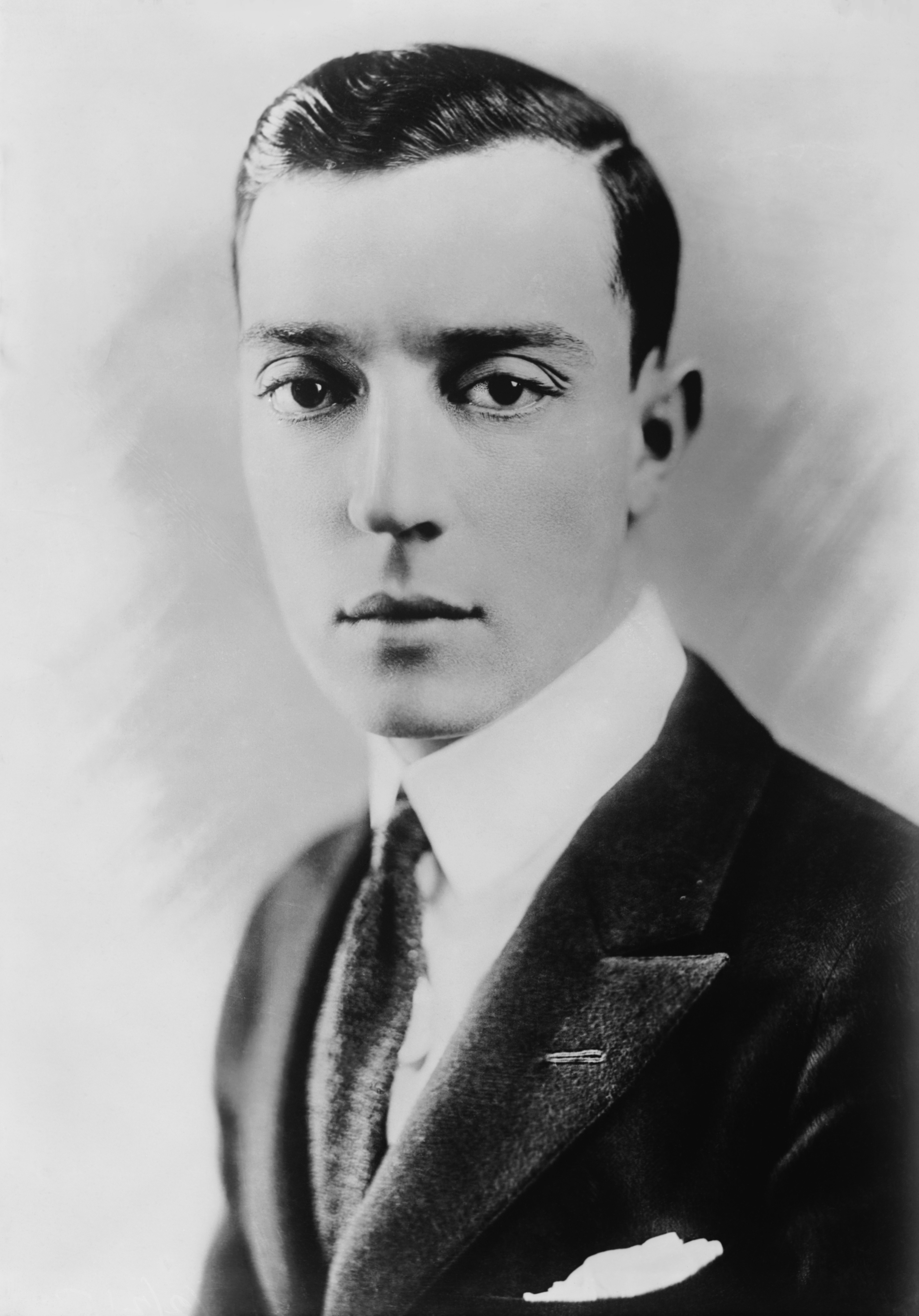
버스터 키튼

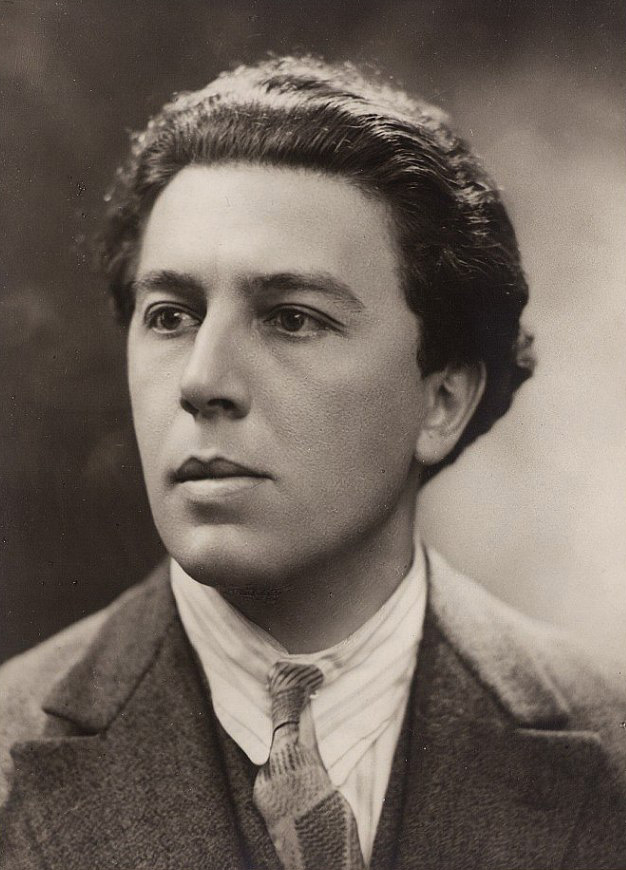
앙드레 브르통

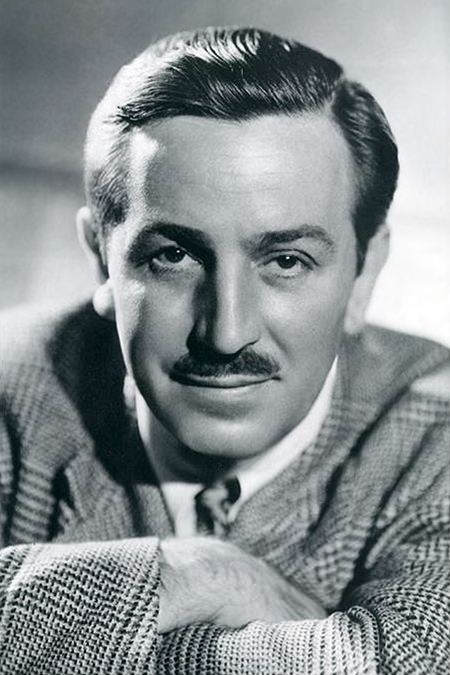
월트 디즈니

- 2월 1일 - 미국의 영화 배우, 영화 감독, 각본가 버스터 키턴 (1895년~)
- 2월 3일 - 대한제국의 마지막 황후 순정효황후 (1894년~)
- 4월 22일 - 나치 친위대 SS상급대장 제프 디트리히. (1892년~)
- 6월 4일 - 대한민국의 정치인, 국무총리 장면. (1899년~)
- 9월 2일 - 일본제국 육군의 군인 오카무라 야스지. (1884년~)
- 9월 28일 - 프랑스의 시인 및 미술 이론가 앙드레 브르통. (1896년~)
- 12월 15일 - 미국의 애니메이션, 영화 감독, 성우, 기업인, 제작자 월트 디즈니. (1901년~)
- 12월 27일 - 아르헨티나의 축구 선수, 축구 감독 기예르모 스타빌레. (1905년~)

## 노벨상
- 문학상: 슈무엘 요세프 아그논, 넬리 작스
- 물리학상: 알프레드 카스틀레르
- 생리학 및 의학상: 찰스 브렌턴 허긴스,페이턴 라우스
- 화학상: 로버트 샌더슨 멀리컨

## 달력
| 1월 |    |    |    |    |    |    |
| 일  | 월 | 화 | 수 | 목 | 금 | 토 |
|     |    |    |    |    |    | 1  |
| 2   | 3  | 4  | 5  | 6  | 7  | 8  |
| 9   | 10 | 11 | 12 | 13 | 14 | 15 |
| 16  | 17 | 18 | 19 | 20 | 21 | 22 |
| 23  | 24 | 25 | 26 | 27 | 28 | 29 |
| 30  | 31 |    |    |    |    |    |

| 2월 |    |    |    |    |    |    |
| 일  | 월 | 화 | 수 | 목 | 금 | 토 |
|     |    | 1  | 2  | 3  | 4  | 5  |
| 6   | 7  | 8  | 9  | 10 | 11 | 12 |
| 13  | 14 | 15 | 16 | 17 | 18 | 19 |
| 20  | 21 | 22 | 23 | 24 | 25 | 26 |
| 27  | 28 |    |    |    |    |    |

| 3월 |    |    |    |    |    |    |
| 일  | 월 | 화 | 수 | 목 | 금 | 토 |
|     |    | 1  | 2  | 3  | 4  | 5  |
| 6   | 7  | 8  | 9  | 10 | 11 | 12 |
| 13  | 14 | 15 | 16 | 17 | 18 | 19 |
| 20  | 21 | 22 | 23 | 24 | 25 | 26 |
| 27  | 28 | 29 | 30 | 31 |    |    |

| 4월 |    |    |    |    |    |    |
| 일  | 월 | 화 | 수 | 목 | 금 | 토 |
|     |    |    |    |    | 1  | 2  |
| 3   | 4  | 5  | 6  | 7  | 8  | 9  |
| 10  | 11 | 12 | 13 | 14 | 15 | 16 |
| 17  | 18 | 19 | 20 | 21 | 22 | 23 |
| 24  | 25 | 26 | 27 | 28 | 29 | 30 |

| 5월 |    |    |    |    |    |    |
| 일  | 월 | 화 | 수 | 목 | 금 | 토 |
| 1   | 2  | 3  | 4  | 5  | 6  | 7  |
| 8   | 9  | 10 | 11 | 12 | 13 | 14 |
| 15  | 16 | 17 | 18 | 19 | 20 | 21 |
| 22  | 23 | 24 | 25 | 26 | 27 | 28 |
| 29  | 30 | 31 |    |    |    |    |

| 6월 |    |    |    |    |    |    |
| 일  | 월 | 화 | 수 | 목 | 금 | 토 |
|     |    |    | 1  | 2  | 3  | 4  |
| 5   | 6  | 7  | 8  | 9  | 10 | 11 |
| 12  | 13 | 14 | 15 | 16 | 17 | 18 |
| 19  | 20 | 21 | 22 | 23 | 24 | 25 |
| 26  | 27 | 28 | 29 | 30 |    |    |

| 7월 |    |    |    |    |    |    |
| 일  | 월 | 화 | 수 | 목 | 금 | 토 |
|     |    |    |    |    | 1  | 2  |
| 3   | 4  | 5  | 6  | 7  | 8  | 9  |
| 10  | 11 | 12 | 13 | 14 | 15 | 16 |
| 17  | 18 | 19 | 20 | 21 | 22 | 23 |
| 24  | 25 | 26 | 27 | 28 | 29 | 30 |
| 31  |    |    |    |    |    |    |

| 8월 |    |    |    |    |    |    |
| 일  | 월 | 화 | 수 | 목 | 금 | 토 |
|     | 1  | 2  | 3  | 4  | 5  | 6  |
| 7   | 8  | 9  | 10 | 11 | 12 | 13 |
| 14  | 15 | 16 | 17 | 18 | 19 | 20 |
| 21  | 22 | 23 | 24 | 25 | 26 | 27 |
| 28  | 29 | 30 | 31 |    |    |    |

| 9월 |    |    |    |    |    |    |
| 일  | 월 | 화 | 수 | 목 | 금 | 토 |
|     |    |    |    | 1  | 2  | 3  |
| 4   | 5  | 6  | 7  | 8  | 9  | 10 |
| 11  | 12 | 13 | 14 | 15 | 16 | 17 |
| 18  | 19 | 20 | 21 | 22 | 23 | 24 |
| 25  | 26 | 27 | 28 | 29 | 30 |    |

| 10월 |    |    |    |    |    |    |
| 일   | 월 | 화 | 수 | 목 | 금 | 토 |
|      |    |    |    |    |    | 1  |
| 2    | 3  | 4  | 5  | 6  | 7  | 8  |
| 9    | 10 | 11 | 12 | 13 | 14 | 15 |
| 16   | 17 | 18 | 19 | 20 | 21 | 22 |
| 23   | 24 | 25 | 26 | 27 | 28 | 29 |
| 30   | 31 |    |    |    |    |    |

| 11월 |    |    |    |    |    |    |
| 일   | 월 | 화 | 수 | 목 | 금 | 토 |
|      |    | 1  | 2  | 3  | 4  | 5  |
| 6    | 7  | 8  | 9  | 10 | 11 | 12 |
| 13   | 14 | 15 | 16 | 17 | 18 | 19 |
| 20   | 21 | 22 | 23 | 24 | 25 | 26 |
| 27   | 28 | 29 | 30 |    |    |    |

| 12월 |    |    |    |    |    |    |
| 일   | 월 | 화 | 수 | 목 | 금 | 토 |
|      |    |    |    | 1  | 2  | 3  |
| 4    | 5  | 6  | 7  | 8  | 9  | 10 |
| 11   | 12 | 13 | 14 | 15 | 16 | 17 |
| 18   | 19 | 20 | 21 | 22 | 23 | 24 |
| 25   | 26 | 27 | 28 | 29 | 30 | 31 |

### 음양력 대조 일람
| 음력월 | 월건 | 대소 | 음력 1일의 양력 월일 | 음력 1일 간지 |
| ------ | ---- | ---- | -------------------- | ------------- |
| 1월    | 경인 | 소   | 1월 22일             | 신사          |
| 2월    | 신묘 | 대   | 2월 20일             | 경술          |
| 3월    | 임진 | 대   | 3월 22일             | 경진          |
| 윤3월  |      | 소   | 4월 21일             | 경술          |
| 4월    | 계사 | 대   | 5월 20일             | 기묘          |
| 5월    | 갑오 | 소   | 6월 19일             | 기유          |
| 6월    | 을미 | 소   | 7월 18일             | 무인          |
| 7월    | 병신 | 대   | 8월 16일             | 정미          |
| 8월    | 정유 | 소   | 9월 15일             | 정축          |
| 9월    | 무술 | 소   | 10월 14일            | 병오          |
| 10월   | 기해 | 대   | 11월 12일            | 을해          |
| 11월   | 경자 | 대   | 12월 12일            | 을사          |
| 12월   | 신축 | 소   | 1967년 1월 11일      | 을해          |